# Judith Pinnow
Judith Pinnow, geborene Halverscheid (* 11. März 1973 in Tübingen) ist eine deutsche Moderatorin, Schauspielerin und Autorin.

## Leben
Zwischen 1994 und 1997 moderierte sie zuerst den Disney Club und nach dessen Einstellung die Nachfolgesendung Tigerenten Club. Dort lernte sie ihren Moderationskollegen und späteren Mann Stefan Pinnow kennen. Gemeinsam haben sie zwei Töchter sowie einen Sohn.
Im Jahr 2000 gewann sie auf dem Filmfest München den „Rising Movie Talent Award“. In den Jahren 2003 und 2004 moderierte sie außerdem beim Musiksender Onyx.tv einige Musiksendungen. In der RTL-Comedyserie Kinder, Kinder spielte Judith Pinnow 2007 die Rolle der Claudia.
Von 2009 bis 2010 war sie eine der Moderatorinnen der vom WDR produzierten Ausgaben von Planet Wissen. Vom 3. Juli 2011 bis Ende 2013 moderierte sie jeden Sonntagmorgen Weck Up, das Frühstücksfernsehen auf Sat.1.

## Bibliographie
Unter ihrem Geburtsnamen Judith Halverscheid ist sie Autorin der folgenden Bücher:
- Mäuschen und Maulwurf. 1997 (Kinderbuch).
- Mäuschen und Maulwurf wollen zum Meer. 1999 (Kinderbuch).
- Bedienungsanleitung, Ihr Spitzenmodell der Extraklasse. 2001 (Launiges Heftchen).
- Bedienungsanleitung, Ihr Supertyp der Extraklasse. 2001 (Launiges Heftchen).
- Warum steh ich immer in der falschen Schlange? … und andere Stoßseufzer des Alltags. 2002 (Kurzgeschichtensammlung).
- Herzbeben. Geschichten und Gedichte von der Liebe. 2003 (Autorin einer Kurzgeschichte in der Kurzgeschichtensammlung).

Unter ihrem Namen Judith Pinnow ist sie Autorin der folgenden Bücher:
- Warum steh ich immer in der falschen Schlange? … und andere Stoßseufzer des Alltags. 2008 (Überarbeitete Neuauflage ihrer gleichnamigen Kurzgeschichtensammlung).
- Warum bin ich über 30? … und andere Stoßseufzer des Alltags. 2008 (Kurzgeschichtensammlung).
- Viva la Mama!: Stoßseufzer einer glücklichen Mutter. 2009 (Kurzgeschichtensammlung).
- Läuft da was? Debütroman, S. Fischer Verlage, 2005 (Krüger).
- Versprich mir, dass es großartig wird. S. Fischer Verlage, 2016 (Krüger).
- Die Phantasie der Schildkröte. 2017, S. Fischer Verlage, (Krüger).
- Die Prophezeiung der Giraffe. 2018, S. Fischer Verlage, (Krüger).
- Rendezvous in zehn Jahren. Ullstein Verlag, 2020, ISBN 978-3-548-06259-4.
- Dein Herz in tausend Worten. Ullstein Verlag, 2021, ISBN 978-3-548-06297-6.
- Fast bis zum Nordkap. Ullstein Verlag, 2022, ISBN 978-3-548-06637-0.
- Der Schacherzähler. Ullstein Verlage (List), 2023, ISBN 978-3-471-36059-0.

## Filmographie (Auswahl)
- 1996: Neues vom Süderhof
- 1998: St. Pauli Nacht
- 2001–2003: Der Landarzt
- 2002: Die Überraschung
- 2007: Kinder, Kinder
- 2008: Griechische Küsse
- 2008: Herz aus Schokolade